# Triangulacja (nauki społeczne)
Triangulacja − metoda stosowana w badaniach społecznych, mająca zapewnić wyższą jakość prowadzonych badań i ograniczenie błędu pomiaru. Polega na zbieraniu danych za pomocą dwóch lub większej liczby metod (np. obserwacja razem z sondażem czy analizą treści), a następnie porównywanie i łączenie wyników. Może też oznaczać łączenie metod jakościowych i ilościowych.

## Opis
Triangulacja może być traktowana jako alternatywa dla tradycyjnych kryteriów jakości badań (takich jak rzetelność i trafność), w szczególności w badaniach o charakterze jakościowym.
Różne metody umożliwiają testowanie tej samej hipotezy i zmniejszenie obciążenia błędem wynikającym z ograniczeń i wad poszczególnych metod. Jeśli osiągnięte wyniki są podobne, są one traktowane jako bardziej godne zaufania i obarczone mniejszym błędem. 
Triangulacja może być również używana dla pogłębienia badań, a w szczególności do poszerzenia wiedzy o kontekście badanego zjawiska.

### Rodzaje triangulacji
Szerzej zjawisko triangulacji potraktował Norman Denzin, wyróżniając cztery jej rodzaje:
- triangulacja danych – porównywanie badań prowadzonych na różnych populacjach, w różnych odcinkach czasowych oraz w różnych miejscach,
- triangulacja badaczy – prowadzenie badań przez wielu badaczy,
- triangulacja teorii – sięganie po wiele koncepcji teoretycznych, mających tłumaczyć zjawiska społeczne,
- triangulacja metod – łączenie w pomiarze wielu metod badawczych.

## Triangulacja w etnometodologii
Triangulacja oznacza również opracowaną przez Aarona Cicourela i jego współpracowników metodę stosowaną w etnometodologii. 
Triangulacja oznacza tu procedurę wielokrotnego zapisu i objaśniania interakcji społecznych (w szczególności komunikacji werbalnej przez ich uczestników i badaczy. Proces komunikacji jest najpierw utrwalany (np. nagrywany), a następnie prosi się jego uczestników o jego skomentowanie (podawanie objaśnień poszczególnych wypowiedzi i zachowań). Metoda ta ma ujawnić refleksyjność działających podmiotów, oraz indeksykalność znaczenia (kontekstualny charakter komunikacji). 
Proces ten może być powtarzany wielokrotnie w stosunku do tej samej komunikacji, co określa się mianem nieustannej triangulacji. Badacz i uczestnicy tworząc kolejne wersje opisu dążą do coraz doskonalszego uchwycenia sensu komunikacji.